# Morey-Saint-Denis
Morey-Saint-Denis is een gemeente in het Franse departement Côte-d'Or (regio Bourgogne-Franche-Comté) en telt 673 inwoners (1999). De plaats maakt deel uit van het arrondissement Dijon.

## Geografie
De oppervlakte van Morey-Saint-Denis bedraagt 7,8 km², de bevolkingsdichtheid is 86,3 inwoners per km².
De onderstaande kaart toont de ligging van Morey-Saint-Denis met de belangrijkste infrastructuur en aangrenzende gemeenten.

## Demografie
Onderstaande figuur toont het verloop van het inwonertal (bron: INSEE-tellingen).